# 클로르디아제폭시드
클로르디아제폭시드(Chlordiazepoxide) 혹은 상품명으로 리브리엄(Librium) 혹은 리버티는 불안, 불면증, 알코올이나 기타 중독의 금단증상의 완화에 사용되는 벤조디아제핀계 의약품이다.
클로르디아제폭시드는 반감기가 중간에서 긴편이며, 활성 대사산물의 경우 매우 긴 반감기를 보여준다. 클로르디아제폭시드는 기억상실, 항경련제, 항불안제, 수면제, 진정제, 근육 안정제 목적으로 사용된다.
클로르디아제폭시드는 1958년 특허가 나왔으며, 1960년 의약품으로 시판되었다. 또한 클로르디아제폭시드는 최초로 순수하게 합성해낸 벤조디아제핀계 의약품이다.

## 의학적 사용
클로르디아제폭시드는 짧은(2~4주)의 불안을 치료하거나 혹은 마음에 들지 않는 고통을 줄이거나 완화한다. 또한 급성 알코올 의존증 증상의 관리 목적으로 처방되기도 한다.

### 임산부
임신중에 벤조디아제핀의 안정성을 측정하는 연구에서 임산부는 제한적으로, 그리고 이익이 위험보다 더 큰지를 파악해야 한다. 임신중에 클로르디아제폭시드는, 적은 시간과 더불어 낮은 용량을 사용함으로서 위험을 줄일수 있다. 벤조디아제핀은 임신의 초기에 사용되는걸 금지한다. 클로르디아제폭시드와 디아제팜은 다른 벤조디아제핀에 비해 임산부에게 사용해도 안전한 것으로 여겨지고 있다. 임신중 부작용으로는 낙태, 기형, 자궁내 성장 지연, 기능 결함 및 발암, 돌연변이 유발등이 있다. 클로르디아제팜의 경우 모유 수유를 통해 신생아에게 전달될 수 있다.

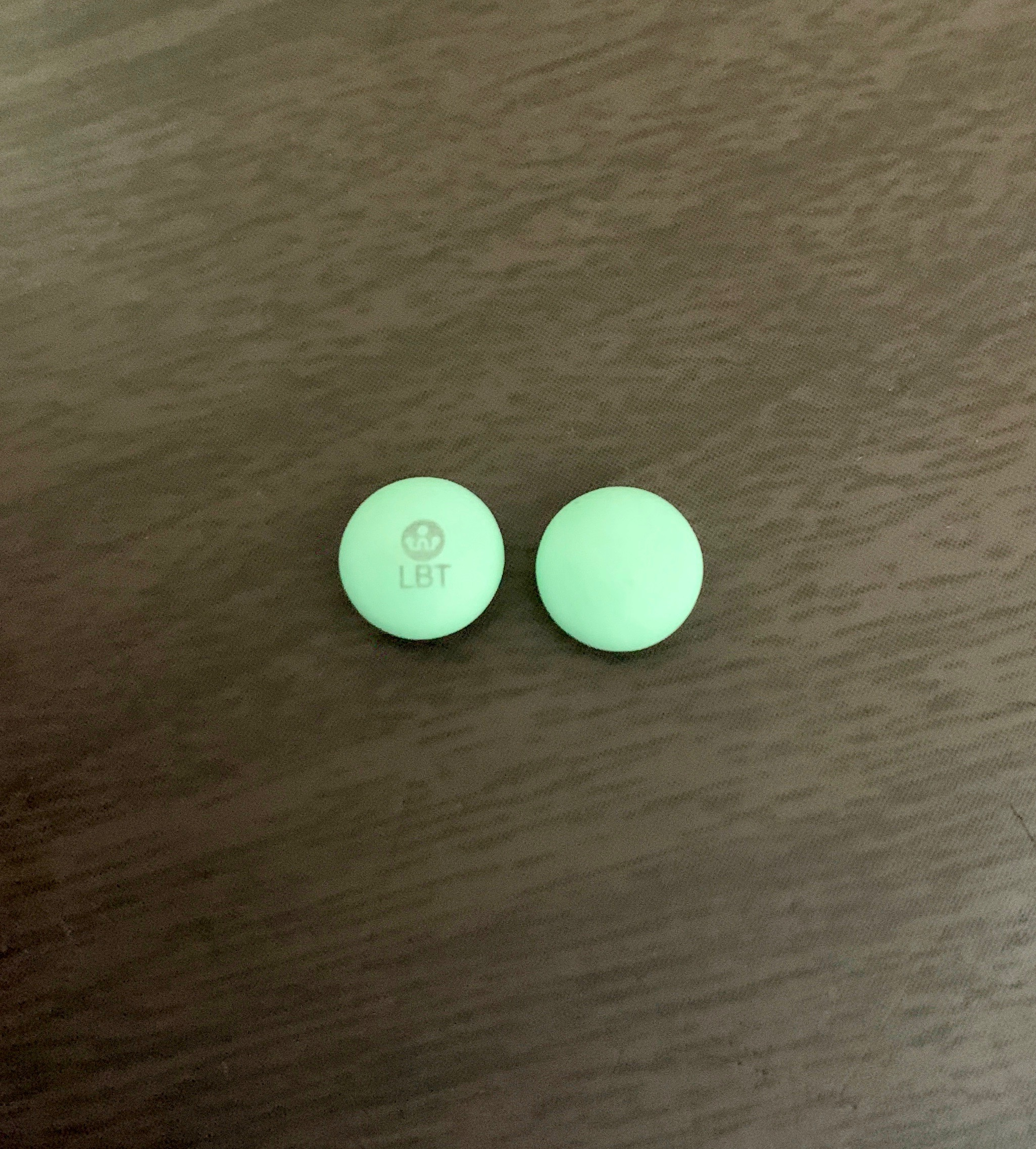
클로르디아제폭시드 10mg 정

## 약리
클로르디아제폭시드는 다른 벤조디아제핀처럼 GABAA 수용체의 벤조디아제핀 알로스테릭 부위에 붙어서 중추 신경계를 억제한다. 클로르디아제폭시드는 신생아의 심장과 같은 몇몇 장기에 저장되는 특징을 가지고 있다. 이렇기 때문에, 투여경로에 대한 흡수와 더불어 농도에 대한 위협이 신생아 같은 경우엔 더 올라가게 된다. 임산부의 경우 클로르디아제폭시드가 태반을 쉽게 넘고 모유에서도 검출되기 때문에 사용을 금해야 한다. 또한 클로르디아제폭시드는 쥐에서 프로락틴을 줄이는 것으로 나타났다.

## 약물 동태
클로르디아제폭시드는 매우 장기간의 벤조디아제핀 약제로, 반감기의 경우 5~30시간이지만, 활성 대사체인 desmethyldiazepam의 경우 36~300시간이 넘는 시간을 보여준다. 이런 반감기는 나이가 들면 들수록 늘어나며 이런 활성 대사산물의 제거가 60세 이상의 경우 지연되기 때문에, 반복하여 섭취하게 되면 효과가 중첩되는 걸 볼 수 있다.
이름과 달리, 클로르디아제폭시드는 에폭시드가 아니며, 둘은 서로 다른 뿌리를 갖고 있다.

## 역사
클로르디아제폭시드 (처음엔 methaminodiazepoxide로 불렸다)는 1950년대 최초로 합성에 성공한 벤조디아제핀 계통 의약품이다. 클로르디아제폭시드는 1957년 실험에서 우연히도 항불안, 최면, 근육 이완 효과를 보여줬다. 3년후 리브리엄(Librium) 이란 이름으로 풀리게 된다. 클로르디아제팜을 따라 1963녀에 디아제팜이 바리움(Valium)이란 이름으로 나왔으며, 이후 다른 벤조디아제핀류 의약품들이 나오게 되었다.

## 같이 보기
- 알코올 의존증
- 벤조디아제핀
- 안정제